# 斯夸爾角
斯夸爾角（英語：Squire Point），是南極洲的海岬，位於南喬治亞群島，處於奧拉夫王子港，在1938年由英國海軍繪入地圖和命名，該海岬由英國海外領土管轄。